# Scarlett (киберспортсменка)
Са́ша Хо́стин (англ. Sasha Hostyn, род. 14 декабря 1993, Кингстон, Онтарио, Канада), более известная под своим никнеймом Scarlett, — канадская киберспортсменка и стримерша, профессиональный игрок в StarCraft II, играющая за расу зергов и выступающая за команду Shopify Rebellion с 2021 года. Чемпионка мира 2018 года по версии Intel Extreme Masters. В 2016 году попала в Книгу рекордов Гиннесса как самая успешная киберспортсменка. По состоянию на 2022 год, за свою карьеру она заработала около 434 000 долларов призовых. 

## Биография
Саша Хостин родилась и выросла в Кингстоне, Онтарио, в семье Роба Хэрропа, профессора геологии, и Джойс Хостин, работавшей на радио, в политике и разработке программного обеспечения. Саша была вторым ребёнком в семье после брата, Шона Хэрропа. С детства Саша имела аналитический склад ума, играла с семьёй в Magic: The Gathering и «Каркассон», где была предсказуемым победителем. В возрасте 11 лет увлеклась сянци, китайскими шахматами. Когда вышел StarCraft, Роб создал локальную сеть из трёх компьютеров, чтобы играть вместе с детьми; Саша начала играть в StarCraft с пятилетнего возраста. В детстве она часто играла с друзьями в StarCraft: BroodWar и WarCraft III на любительском уровне. Шон первым в семье заинтересовался корейской киберспортивной сценой StarCraft, он же первым стал играть в StarCraft II серьёзно. Саша присоединилась к игре через шесть месяцев, а спустя две недели стала побеждать брата. С 2011 года она начала участвовать и побеждать на женских онлайн-соревнованиях. Она с лёгкостью одержала несколько побед на женских соревнованиях Iron Lady, организованных Electronic Sports League. Её дебютным офлайн-турниром стал IGN ProLeague Season 4, проводящийся в апреле 2012 года.
16 мая 2012 года Scarlett, уже показавшая себя на турнирах, вступила в команду Eclypsia. По её словам, она выбрала эту команду, поскольку она предоставляла большое количество возможностей, в том числе — шанс выступить в Корее. 21 июня 2012 по совету Артура «Nerchio» Блоха перешла в команду Team Acer, где наблюдался дефицит игроков за зергов. В июне 2013 года она переехала в Сеул, чтобы потренироваться в игре в корейском регионе, однако в сентябре вернулась. В дальнейшем она неоднократно возвращалась в Корею. По её словам, Сеул является единственным городом, в котором ей не скучно жить.
После того, как в сети появилась теория о том, что Хостин совершила трансгендерный переход, она стала объектом многочисленных шуток и насмешек, на которые отреагировала заявлением: «Это правда, я трансгендерная женщина, и я ожидала подобной реакции. Я никогда не пыталась привлечь к себе внимание чем-то, кроме своей игры, поэтому мне не кажется, что это должно быть проблемой».
В 2014 году Саша страдала от болей в правом запястье, из-за которых она не могла тренироваться дольше трёх-четырёх часов в день. Половину её обучения игре составлял просмотр игр других игроков. Доктора рекомендовали ей сделать полугодовой перерыв. К 2015 году конкуренция со стороны корейских игроков и разочарование в игре заставили многих киберспортсменов покинуть StarCraft II; среди ушедших была и Scarlett: «Ты просто повторяешь один и тот же билд в каждой игре».
Взяв перерыв на год, она решила попробовать свои силы в Dota 2, однако вскоре вернулась в StarCraft II.
17 июня 2016 года Scarlett, оставшаяся без команды после закрытия Team Acer, вступила в команду Dead Pixels. К этому времени она в течение нескольких месяцев жила и выступала в Корее, однако ей не удавалось пройти отборочные этапы GSL и SSL. По словам Scarlett, её основной задачей оставалось участие в премьерных корейских соревнованиях «вне зависимости от того, насколько сложным это будет», и Dead Pixels обещала поддержать её стремления. 17 августа того же года она, а также её товарищ по команде Team Acer, украинский киберспортсмен Александр «Bly» Свисюк, подписали контракт с Team expert — киберспортивной организацией, созданной бывшими работниками и CEO Team Acer.
В феврале 2018 года Scarlett выиграла Intel Extreme Masters в Пхёнчхане, приуроченный к Зимним Олимпийским играм 2018. Одержав в финале победу над Кимом «sOs» Ю Джином, она стала первой женщиной, победившей на премьерном офлайн-турнире по StarCraft II, и вторым (после Алекса «Neeb» Сандерхафта) в истории некорейцем, одержавшим победу на корейском чемпионате по этой игре. Одержать победу ей помог Александр «Bly» Свисюк, который готовил её к каждому матчу. В том же году она участвовала в Global StarCraft II League, самом престижном корейском чемпионате, где стала первой женщиной, прошедшей квалификацию, и первым некорейцем с 2011 года, дошедшим до полуфиналов.
26 июня 2018 года Team expert объявила о своём роспуске, в результате чего Scarlett осталась без команды. С июня по ноябрь 2018 года она состояла в команде Tollenz Lions. 10 ноября 2018 года перешла в команду NewBee.
На 2019 WCS Winter Americas Саша дошла до финала, в котором проиграла Алексу «Neeb» Сандерхафту со счётом 2:4. В том же году она заняла второе место на китайском чемпионате Gold Professional Championship 2019 Season 1, проиграв в финале Ли «INnoVation» Син Хёну со счётом 2:3.
В 2020 году Newbee отказалась от состава по StarCraft II (по слухам — из-за проблем с финансированием), поэтому Scarlett перешла в команду Brave Star Gaming. В 2021 году канадская компания Shopify решила организовать киберспортивную команду по StarCraft II, названную Shopify Rebellion, и Саша вошла в её первый состав наряду с Пён «ByuN» Хён У и Юлианом «Lambo» Брёссигом.

## Стиль игры
Scarlett известна активным использованием муталисков и эффективным распространением слизи. Комментатор Шон «Day9» Плотт отмечает, что в игре Scarlett «крайне терпелива». Украинский киберспортсмен Александр «Bly» Свисюк описывает игру Scarlett так: «Она очень талантливый человек… Она не боится экспериментировать и очень много тренируется».
Scarlett признаётся, что благодаря её регулярным тренировкам в Корее её стиль игры приблизился к корейскому стилю игры за зергов. В частности, это улучшило её раннюю игру, так как в Корее игроки часто фокусируются на ранней агрессии. Также сильное влияние на её стиль игры оказал Джейк «NoRegreT» Амплби, известный своим агрессивным стилем игры, с которым она снимала жильё в Корее и который помогал ей подготовиться к выступлениям на турнирах
По словам Хостин, она выбрала расу зергов, когда наблюдала за игрой своего брата, играющего за терранов. В зергах её привлёк стиль игры, состоящий в реагировании на действия соперника.

## Признание
У Саши Хостин огромное число фанатов по всему миру. Поклонники называют её «корейским криптонитом» (англ. Korean Kryptonite) и «Королевой Клинков» (англ. The Queen of Blades). Третья игра Scarlett против Чхве «Bomber» Джи Сона, сыгранный на Red Bull Battle Grounds New York City и длившийся почти сорок минут, часто называют лучшей игрой в истории StarCraft II.
На церемонии GosuAwards 2013 Scarlett попала на второе место в категории «Лучший некорейский игрок» (англ. Best non-Korean Player), первое место занял Юхан «NaNiwa» Люкьеси; причём в голосовании среди пользователей Scarlett оказалась на первом месте. В июне 2014 года новостной портал Business Insider поставил Scarlett на второе место в списке наиболее финансово успешных киберспортсменок: на тот момент Хостин заработала более 80 тысяч долларов США; на первом месте оказалась Кэтрин «Mystik» Ганн. Polygon включил Scarlett в список 50 впечатляющих геймеров 2014 года (англ. Polygon's 50 admirable gaming people of 2014).
5 октября 2016 года она вошла в Книгу рекордов Гиннесса как наиболее финансово успешная киберспортсменка (англ. Highest career earnings for a competitive videogame player (female)), её карьерный заработок на тот момент составлял 144 414 доллара США. К 2018 году её карьерный заработок вырос до почти 300 000 долларов призовых, а в 2020 году составлял более 350 000.

## Достижения
- 2012 Battle.net North American Championship (1 место)[17]
- 2013 WCS Season 2 America: Premier League (3—4 место)[32]
- Red Bull Battle Grounds New York City (3 место)[26]
- ASUS ROG NorthCon 2013 (2 место)[17]
- 2014 MLG Anaheim (4 место)[32]
- IEM Season XII — PyeongChang (1 место)[14]
- 2019 WCS Winter Americas (2 место)[19]
- GPC 2019 Season 1[20]
- DH SC2 Masters 2020 Summer: North America (4 место)
- DH SC2 Masters 2020 Fall: North America (1 место)
- DH SC2 Masters 2020 Winter: North America (3 место)
- DH SC2 Masters 2021 Summer: North America (2 место)
- DH SC2 Masters 2021 Fall: North America (2 место)
- DH SC2 Masters 2021 Winter: North America (1 место)
- DH SC2 Masters 2021 Winter: Season Finals (3—4 место)
- DH SC2 Masters 2022 Valencia: North America (3 место)